# Calamia rubrociliata
Calamia rubrociliata är en fjärilsart som beskrevs av Karl Schawerda 1931. Calamia rubrociliata ingår i släktet Calamia och familjen nattflyn. Inga underarter finns listade i Catalogue of Life.